# Ignacio Manuel Altamirano
Ignacio Manuel Altamirano (Tixtla, 13 novembre 1834 – Sanremo, 13 febbraio 1893) è stato un giornalista, politico, scrittore e insegnante messicano.

## Biografia
Di origine india, compì i suoi primi studi nella città di Toluca, grazie ad una borsa di studio che gli fu concessa da Ignacio Ramírez, del quale fu discepolo. Gli venne assegnata una cattedra presso l'Istituto Letterario di Toluca. Frequentò corsi di diritto nel Collegio di San Juan de Letrán. Fece parte di numerose associazioni accademiche e letterarie come il Conservatorio Drammatico Messicano, la Società Nezahualcoyotl, la Società Messicana di Geografia e Statistica, il Liceo Hidalgo, il Club Álvarez.
Grande difensore del liberalismo, prese parte alla Rivoluzione di Ayutla contro il santanismo, più tardi, durante la Guerra della Riforma combatté contro l'invasione francese. Dopo questo periodo di conflitti militari, Altamirano si dedicò all'insegnamento, lavorando come maestro nella Scuola Nazionale Preparatoria, in quella del Commercio e nella Scuola Nazionale degli Insegnanti. Lavorò anche per la stampa e, insieme a Guillermo Prieto e Ignacio Ramírez, fondò il Correo de México e con Gonzalo Esteva la rivista letteraria El Renacimiento, nella quale collaboravano scrittori di tutte le tendenze letterarie ed il cui obbiettivo era quello di far risorgere la letteratura messicana. Partecipò alla fondazione anche di altri giornali come: El Federalista, La Tribuna e La República.
In politica fu impegnato come deputato nel Congreso de la Unión in tre periodi, durante i quali si batté per l'istruzione primaria gratuita, laica e obbligatoria. Fu anche Procuratore Generale della Repubblica,  magistrato e presidente della Corte Suprema e funzionario del Ministerio de Fomento (Ministero dello sviluppo). Fu console, al servizio del corpo diplomatico messicano, a Barcellona e Parigi. Nel 1870 fu iniziato in Massoneria e nel 1879 raggiunse il 33º ed ultimo grado del Rito scozzese antico ed accettato.
Morì in Italia nel 1893, nella città di Sanremo, che eresse una statua in suo onore presso il parco di Villa Ormond. 
In occasione del centenario della sua nascita, le sue ceneri furono depositate nella Rotonda degli Uomini Illustri. È stata creata la medaglia "Ignacio Manuel Altamirano" che viene assegnata agli insegnanti in occasione del compimento dei 50 anni di attività.

## Le opere
Ha scritto vari libri di grande successo, saggi di critica e storia, biografie e studi bibliografici, poesie e romanzi.
- Rimas (1880)
- Clemencia (1869)
- El Zarco (1869)
- Antonia y Beatriz
- Atenea
- Cuentos de invierno (1880)
- La Navidad en las montañas (1871)
- Paisajes y leyendas, tradiciones y costumbres de México (1986)
- Crónicas de la semana (1969)
- La literatura nacional (1949)
- Obras (1899)
- Obras literarias completas (1959)
- Obras completas (1986)